# Sanketsu Shōjo
Sanketsu Shōjo (Originaltitel 酸欠少女) ist der Titel des zweiten Studioalbums der japanischen Singer-Songwriterin Sayuri, welches am 10. August 2022 über Ariola Japan veröffentlicht wurde.
Das Album enthält elf Lieder mit einer gesamten Spiellänge von 49 Minuten und 54 Sekunden. Mehrere Stücke, die auf dem Album zu hören sind, wurden als Vor- bzw. Abspannmusik für diverse Anime-Fernsehserien genutzt.
Sanketsu Shōjo erreichte eine Chartnotierung in den japanischen Albumcharts. Es ist nach Mikazuki no Koukai das erste Album der Sängerin nach knapp fünf Jahren.

## Hintergrund und Produktion
Am 10. Juni 2022 wurde angekündigt, dass Sayuri am 10. August gleichen Jahres ihr zweites Album unter dem Titel Sanketsu Shōjo veröffentlichen werde, knapp fünf Jahre nach der Herausgabe ihres Debütalbums Mikazuki no Koukai.
Die Titelliste des Albums wurde zwei Wochen nach der Ankündigung des Albums veröffentlicht. Die Singles Tsuki no Hanabata, Koukai no Uta und Sekai no Himitsu, die im Zeitraum von 2018 bis 2022 herausgegeben wurden, sind auf dem Album zu hören. Mehrere auf dem Album befindliche Stücke wurden als Vor- bsp. Abspanntitel für Anime-Fernsehserie genutzt, unter anderem für Edens Zero, Sing “Yesterday” for Me, My Hero Academia und Lycoris Recoil. Auch das Lied Reimei, welches im Rahmen einer musikalischen Zusammenarbeit mit der Rockband My First Story entstand und als zweiter Vorspann im Anime zu Golden Kamuy zu hören ist, wurde auf dem Album platziert.
Geschrieben und komponiert wurden die Lieder von Sayuri selbst. Die einzige Ausnahme stellt das Lied Reimei dar, bei der Sayuri von Hiro und Shō Tsuchiya unterstützt wurde. Als Produzent fungierte Eiji Nishihara. Das Mastering fand unter Mitsuyasu Abe in den Sony Music Studios statt.

## Veröffentlichungen
Im November 2017 wurde angekündigt, dass Sayuri mit Tsuki no Hanabata das Lied im Abspann zur Anime-Fernsehserie Fate/EXTRA Last Encore zu hören ist. Die dazugehörige Single wurde am 28. Februar des folgenden Jahres veröffentlicht. Im August gleichen Jahres kündigte Sayuri bei einem Auftritt auf dem Rock-in-Japan-Fest an, dass Reimei, ein Lied, das in Zusammenarbeit mit der Rockband My First Story entstand, als Single veröffentlicht wird.
Im April des Jahres 2020 wurde ein Musikvideo zum Lied Nejiko veröffentlicht. Das Lied wurde in einem Werbespot für das Lebensmittel Asahi Foods genutzt. Das Lied wurde als digitale Single herausgegeben. Anfang 2021 erschien mit Kamisama ein weiteres Lied. Dieses ist im Vorspann der Dramaserie Tokyo Kaiki Zake zu hören.
Das Album Sanketsu Shōjo selbst wurde am 10. Juni 2022 angekündigt und am 10. August gleichen Jahres veröffentlicht. Die Titelliste, die zwei Wochen nach der Ankündigung des Albums vorgestellt wurde, umfasst sämtliche Stücke, die zwischen 2018 und 2021 veröffentlicht wurden, sowie die Single Hana no Tō, welches als Abspanntitel der Anime-Fernsehserie Lycoris Recoil genutzt wird. Die limitierte erste Auflage des Albums wurde in einem speziell angefertigten Slipcase veröffentlicht.

## Titelliste
| Nr. | Titel (Japanisch) | Titel (Romanisiert) | Komponist            | Liedtexter   | Länge | Anmerkungen                           |
| --- | ----------------- | ------------------- | -------------------- | ------------ | ----- | ------------------------------------- |
| 1   | 酸欠少女          | Sanketsu Shōjo      | Sayuri               | Sayuri       | 4:08  |                                       |
| 2   | 花の塔            | Hana no Tō          | Sayuri               | Sayuri       | 4:35  | • Abspann für Lycoris Recoil          |
| 3   | 航海の唄          | Koukai no Uta       | Sayuri               | Sayuri       | 4:42  | • Abspann für My Hero Academia        |
| 4   | –                 | Dawn Dance          | Sayuri               | Sayuri       | 4:24  |                                       |
| 5   | 世界の秘密        | Sekai no Himitsu    | Sayuri               | Sayuri       | 5:48  | • Abspann für Edens Zero              |
| 6   | 葵橋              | Aoibashi            | Sayuri               | Sayuri       | 3:50  | • Abspann für Sing “Yesterday” for Me |
| 7   | 月と花束          | Tsuki no Hanataba   | Sayuri               | Sayuri       | 4:36  | • Abspann für Fate/EXTRA Last Encore  |
| 8   | かみさま          | Kamisama            | Sayuri               | Sayuri       | 4:37  | • Vorspann für Tokyo Kaiki Zake       |
| 9   | –                 | Summer Bug          | Sayuri               | Sayuri       | 3:30  |                                       |
| 10  | レイメイ          | Reimei              | Sayuri, Shō Tsuchiya | Sayuri, Hiro | 5:14  | • Vorspann für Golden Kamuy           |
| 11  | ねじこ            | Nejiko              | Sayuri               | Sayuri       | 4:30  |                                       |

## Erfolg
Sanketsu Shōjo stieg auf Platz 13 in den japanischen Albumcharts ein und hielt sich insgesamt 16 Wochen lang in der Bestenliste auf.
Das Lied Hana no Tō, welches im Abspann zur Animeserie Lycoris Recoil zu hören ist, erhielt eine Nominierung bei den Anime Trending Awards. Im Juli 2023 erhielt das Lied von der Recording Industry Association of Japan eine Goldene Schallplatte. Bei den japanischen Anime Song Awards (アニソン大賞 Anison Taishō) gewann das Lied den Grand Prix und wurde mit dem Publikumspreis bedacht.